# ドット落ち

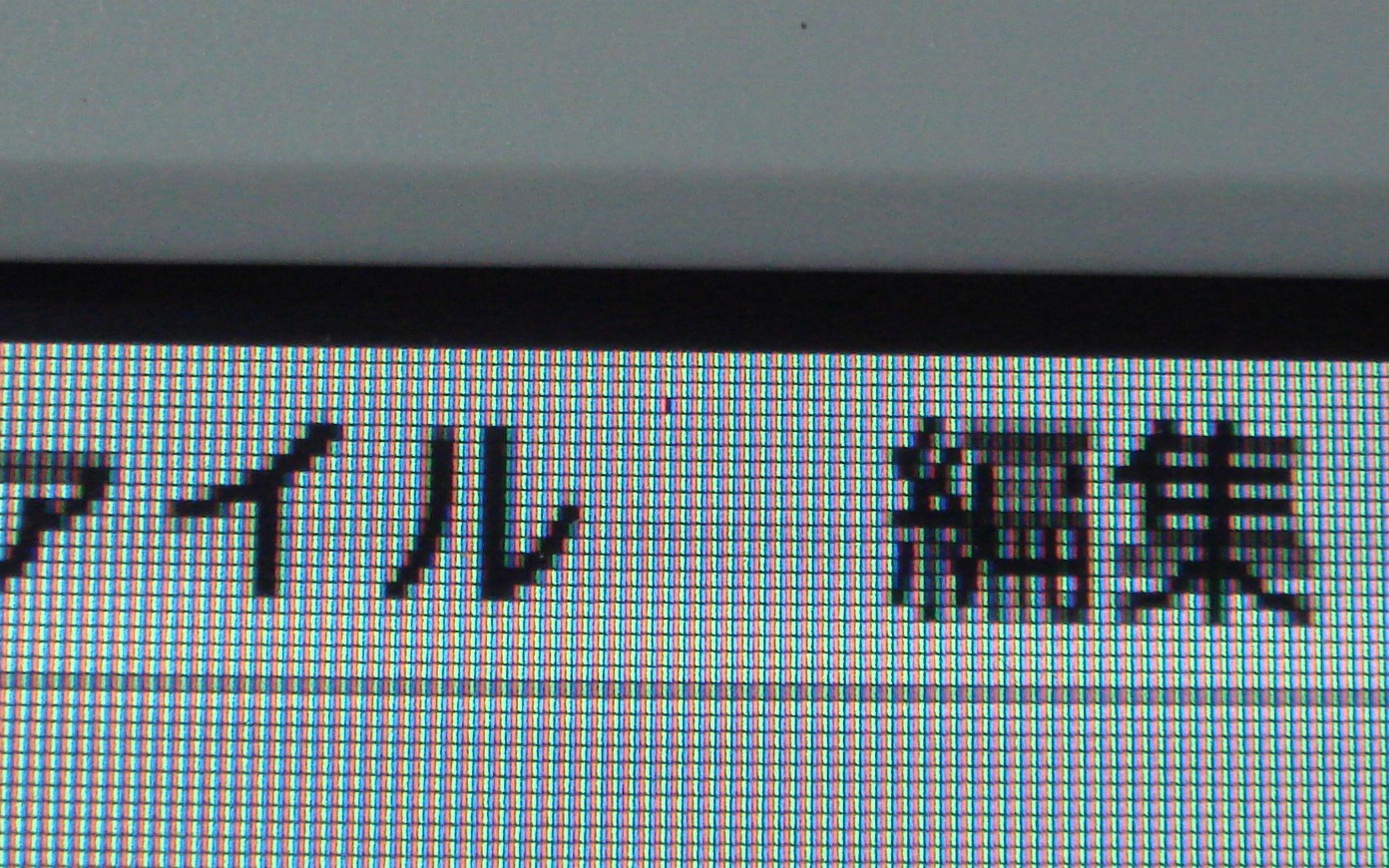
ドット抜け（写真中央）

ドット落ち（ドットおち）とは、あるマトリックス状の画像（ラスター画像）表示単位（ドットまたは画素）が何らかの不具合によって正常に表示されない、または正常にデータが得られない状態を指す。不良ドットまたは画素その物を指し、このように呼ぶ場合もある。
別名としてはドット抜け（ドットぬけ）・ドット欠け（ドットかけ）・画素落ち（がそおち）・画素抜け（がそぬけ）・画素欠け（がそかけ）ともいう。

## 概要
ドット落ちは、画素を用いる表示装置や撮像装置（画像の入力装置）の機能上の不具合の一種であり、特にドット（画素）を単位としている不具合をいう。同じ不具合であっても、線状に不具合が生じるもの（ライン欠陥）や、表示内容あるいはデータが一様でないもの（ムラ）とは通常区別している。
なお、ここでの表示装置には液晶ディスプレイ（液晶プロジェクタを含む）装置やプラズマディスプレイ装置にみられる不良画素子を含む物が挙げられる。撮像装置ではデジタルカメラやビデオカメラ等に利用されている受像素子（CCDイメージセンサやCMOSイメージセンサ）の不良画素子を含む物を指す。
これらの装置において画像データ（映像データを含む）は、表示単位となるドット（または画素）の集合によって光学的に表示されたり、入力された光学的情報を電気信号に変換して画像データが生成される。この装置において画素に本来の機能を発揮しない画素子（ドット）が含まれていると、その画素では正常な表示が行われなかったり、正常な画像データが得られず、結果として本来とは異なった表示やデータが生じ、表示映像やデータに輝点（常時点灯または常時最大画素値）や黒点（常時非点灯または常時最小画素値）となる不良が表れたり、本来とは異なる色の表示やデータとなるエラーが生じる。ドット落ちでは、このようなエラーが特定のドットに生じる。
なお、表示装置におけるドット落ちは、液晶ディスプレイやプラズマディスプレイに限られず、この他にも道路情報掲示板や電光掲示板などにおいて、経年変化（劣化、故障）のために発光しない画素を指してドット落ちと呼ぶ場合もある。
製造時における製造装置その他に起因する異物混入、パネル上のしみ、変色などがドット落ちと誤解されるケースもある。
- 以下においては、特にユーザーの目にとまりやすい（発現頻度の高い）液晶ディスプレイのドット落ちについて説明する。

## 液晶ディスプレイのドット落ち

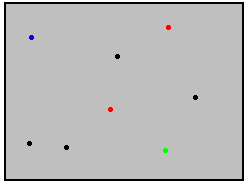
液晶ディスプレイのドット落ちのイメージ

現在、液晶ディスプレイには、テレビ受像機用の低解像度のものから、コンピュータディスプレイやハイビジョン用の高解像度のものまで、各種の用途にさまざまな解像度のものが用いられている。
液晶ディスプレイにおいて最近は、その反応速度や見易さといった利点から、薄膜トランジスタ(TFT)を各画素に配置して高品位な画像が得られる、TFT液晶ディスプレイが一般的になっている。
TFT液晶ディスプレイは、TV受像機やパーソナルコンピュータなどの製品を製造するメーカ（以下、セットメーカ）において製品として組み立てられるが、この製品の構成部品のうち表示を行う部品は「TFT液晶パネルモジュール」と呼ばれ、液晶パネルメーカ（以下、パネルメーカ）の工場にて製造される。
TFT液晶パネルモジュールには液晶パネルが含まれている。この液晶パネルは、半導体工程によって作製されるアレイ基板と、半導体工程に近い印刷工程によって作製されるカラーフィルター基板とが貼り合わせて製造される。
これらの基板は、非常に清浄な環境を保って高度な品質管理のもとに製造されるが、確率論的な一定割合で機能不良が生じてしまうことが避けられない。このような不良には、配線が断線したりショートして表示画面のライン状の不良になったりするものや、表示ムラになるものなど多くの種類がある。これらの不良のうち、画素単位で生じる不良であって本来の点灯状態にならないものが、液晶ディスプレイにおいてドット落ちと呼ばれる。

## ドット落ちとなる不良原因
ドット落ちの原因にはさまざまなものがある。アレイ基板の電気的な不良が原因である場合には、常時点灯するドットや、逆に、常時消灯するドットが生じる。また、カラーフィルター基板の不良が原因の場合には、色抜けのドットや常時消灯するドットが生じる。
TFT液晶パネルのアレイ基板では、各画素にはTFTが配置されており全画素のTFTが設計どおり動作して初めてまったくドット落ちの無い表示が得られる。このTFT一つひとつは、数μm四方程度の微細なものである。このTFTを含むアレイ基板を製造するには、金属等の薄膜の成膜工程や膜をパターン化する工程（フォトリソグラフィー工程、エッチング工程）が利用され、アレイ基板を完成させるまでに、パターン化工程だけで数回、その前後の成膜工程等まで含めると数十工程が必要となる。同様に、カラーフィルター基板も、赤(R)緑(G)青(B)の各色の透過フィルタや遮光のためのブラックマトリクスが形成され、その完成には数 - 十程度の工程数が必要となる。
これらの工程では、基板（ガラス基板）に残存している表面欠陥（傷）や、各工程におけるエアフロー中のちり、装置からの微細な発塵、成膜中の異物、薬液中の異物等の雑多な原因により、各種のパターンの不良や膜の不良を生じ、これらの不良が画素に影響を与えた場合にドット落ちが生じる。場合によっては、数オングストローム（一億分の1cm・分子レベル）というサイズの異物でもドット落ちにつながる。
そして何より影響が大きいのが、液晶パネルの大きさそのものから生じる難しさである。大型液晶では、小型液晶よりも歩留まりが非常に悪くなる。説明のための一例として、30cm四方の基板で液晶パネルを2つ製造する大型液晶と、20個製造する小型液晶とを比較する。この場合に、不良につながる一つの粉塵がそれぞれの基板に付着することを考える。すると、大型液晶は1パネルだけ良品になるのに対し、小型液晶は19パネルが良品になる。したがって、歩留まりは、大型液晶が50%、小型液晶が95％となる。このように、ドット落ちの技術的な背景に液晶パネルなどの製品の物理的な大きさそのものが大きく影響している。このため、特にサイズの大きな液晶パネルにおいてドット落ちや異物混入を完全に除去するのは現在の最高水準にあるクリーンルームをもってすら不可能とされ、現実的な対処として、事後的な不良ドットの除去や、許容基準を定めた出荷時の製品の選別が行われている。

## 製品中のドット落ち
実際の製品中のドット落ちは、例えば、1画面当たり数個程度のドット落ちを液晶パネルに含む製品が、良品（正常な製品）の範疇として出荷され、我々が目にするものである場合がほとんどである。ただし、メーカー毎に検査基準は異なるためこの数のみでユーザが不良品と判断することは難しい。
このような製品が出荷されるのは、まず、液晶パネルに含まれる数十万 - 数百万画素のうちのごくわずかの画素がドット抜けであったとしても、ライン状の不良（ライン欠陥）や極端な表示ムラと異なり、実用上はなんら問題ない場合が多いためである。そして、ごくわずかのドット落ちを容認することにより、TFT液晶パネルモジュールのコストが大幅に下げられるためでもある。
特に後者については、まったくドット落ちを含まないTFT液晶パネルモジュールのみを出荷しようとすると不良品となる率が高くなる。これらの理由により、メーカは一定基準内のドット落ちを含んだパネルや製品を出荷しているのが実情である。そして、そのようにして良品の範疇として出荷されたパネルの「正常な範疇」とされて、ユーザーの目に留まることになる。
プロ用途、ないしはその手前と呼べるようなハイエンドの製品では、検査が厳しくなるためドット落ちを含む製品は一般の製品よりは少なくなることもある。

## ドット落ちとメーカーの取り組み
表示領域の目立つ箇所にドット落ちがある製品は、ユーザーのドット落ちに対する許容範囲に個人差はあるが、メーカー仕様とはいえ購入する側にはそれで満足できないこともある。また、ドット落ちの箇所とディスプレイに映す映像内容によっては、ドット落ちが大きく目立ってしまうこともある。例えば、テレビ放送のように常に画面全体で動画表示されているものや、液晶テレビ等では視聴の際ディスプレイから離れて見るために気にならなくても、PCディスプレイのように接近して注視するもの、静止画を表示するもの、携帯電話のように小さくて低解像度のものでは1つのドット落ちでも気になる場合もある。
したがって、パネルメーカーとセットメーカーとの間では、コスト・製品の性質・ユーザー層等を勘案し、ドット落ちについて詳細な取り決め（出荷基準）を定めている。実際の出荷基準は、ドット落ちの種類（輝点であるか黒点であるか）、位置、および色を定めてそれぞれの許容数が決められ、さらに複数ある場合には、ドット落ちの互いの距離などの詳細にわたって定められている。
なお、当然のことながらパネルメーカーは品質向上を目指し、ドット落ちゼロに向けた品質管理や各種技術開発を行っている。例としては、完成後の検査によって不良パネルの流出を防止することはもちろん、液晶の表示方式を不良が目立ちにくいものにする（輝点よりも黒点の方が気にならないため、故障時に黒点になるよう電圧が低いときに暗く、高いときに明るくなる表示方式を選択する）こと、製造工程中にされる検査の結果に基づいてドット落ちを製造途中で補正・修正するリペア工程を導入すること、セットメーカーや消費者の手に渡った後にドット落ちが増加することを防止するため一定度のエイジング処理（強制劣化処理）を施す、等がある。